# 레바티
레바티(힌디어: रेवती, 영어: Revathi, 1966년 7월 8일 ~ )는 인도의 배우, 영화 감독이다.